# Quan hệ México – Việt Nam
Quan hệ song phương giữa Cộng hòa Xã hội chủ nghĩa Việt Nam và Hợp chúng quốc Mexico được thiết lập vào ngày 19 tháng 5 năm 1975, không lâu sau khi Chiến tranh Việt Nam kết thúc. Cả hai quốc gia đều là thành viên của Diễn đàn Hợp tác Kinh tế châu Á – Thái Bình Dương (APEC), Diễn đàn Hợp tác Đông Á – Mỹ Latinh (FEALAC) và Liên Hợp Quốc.

## Lịch sử
Việt Nam và Mexico tuy cách biệt về địa lý, song lại có điểm chung trong lịch sử khi từng chịu ảnh hưởng của Đế quốc Pháp thế kỷ 19: Việt Nam từng thuộc địa trong Liên bang Đông Dương thuộc Pháp, trong khi Mexico từng trải qua giai đoạn là Đệ nhị Đế chế Mexico  dưới sự hậu thuẫn của Pháp. Sau khi Việt Nam tuyên bố độc lập năm 1945, đất nước bước vào hai cuộc chiến kéo dài với Pháp và Mỹ. Trong thời gian chiến tranh Việt Nam, Mexico giữ lập trường trung lập, không tham gia vào phe nào.
Sau khi chiến tranh kết thúc vào tháng 4 năm 1975, hai nước thiết lập quan hệ ngoại giao chính thức vào ngày 19 tháng 5 năm 1975. Đại sứ Mexico tại Trung Quốc khi đó kiêm nhiệm Việt Nam. Trong năm đó, Việt Nam thành lập Đại sứ quán tại Thành phố Mexico, còn Mexico mở Đại sứ quán tại Hà Nội vào năm 1976. Đáng chú ý, Thứ trưởng Bộ Ngoại giao Nguyễn Cơ Thạch đã đến thăm Mexico trong năm thiết lập quan hệ và hội đàm với Tổng thống Luis Echeverría. Cùng năm, Mexico đã gửi tàu viện trợ chở vật phẩm trị giá 1 triệu đô la Mỹ tới Việt Nam.
Năm 1979, Thủ tướng Phạm Văn Đồng có chuyến thăm chính thức tới Mexico và hội đàm với Tổng thống José López Portillo, đánh dấu sự phát triển tích cực của quan hệ song phương. Tuy nhiên, vì lý do tài chính, Mexico đóng cửa Đại sứ quán tại Hà Nội vào năm 1980 và đến năm 2000 mới tái mở cửa. Từ năm 2002, hai nước chính thức thiết lập Cơ chế Tham vấn Chính trị song phương, và Thủ tướng Phan Văn Khải cũng tham dự Hội nghị APEC tại Los Cabos trong cùng năm và có cuộc gặp mặt với Tổng thống Vicente Fox. Quan hệ ngày càng mở rộng về chính trị, hợp tác phát triển và giao lưu văn hóa. Năm 2011, một tượng Chủ tịch Hồ Chí Minh đã được khánh thành tại Thành phố Mexico – biểu tượng cho sự gắn bó hữu nghị giữa hai quốc gia.
Vào tháng 11 năm 2017, Tổng thống Mexico Enrique Peña Nieto đã có chuyến thăm chính thức tới Việt Nam để tham dự Hội nghị cấp cao APEC tổ chức tại thành phố Đà Nẵng. Trong khuôn khổ chuyến thăm, ông đã có cuộc gặp song phương với Chủ tịch nước Trần Đại Quang, qua đó khẳng định cam kết của Mexico trong việc thúc đẩy quan hệ đối tác nhiều mặt với Việt Nam, đặc biệt trong lĩnh vực thương mại, đầu tư và hợp tác đa phương trong khu vực châu Á – Thái Bình Dương.
Năm 2020, hai nước long trọng kỷ niệm 45 năm thiết lập quan hệ ngoại giao (1975–2020), đánh dấu chặng đường hợp tác ổn định, ngày càng sâu rộng trên nhiều lĩnh vực. Nhân dịp này, nhiều hoạt động ngoại giao, văn hóa và giao lưu nhân dân đã được tổ chức nhằm tăng cường sự hiểu biết và gắn kết giữa nhân dân hai nước.
Tháng 3 năm 2023, Thứ trưởng Ngoại giao Mexico, bà Carmen Moreno Toscano, đã đến thăm Việt Nam và tham dự phiên Tham vấn Chính trị song phương, nơi bà cùng các đối tác Việt Nam thảo luận sâu về các vấn đề chính trị, hợp tác kinh tế, thương mại, giáo dục và các lĩnh vực hợp tác song phương khác. Chuyến thăm một lần nữa thể hiện sự coi trọng của Mexico đối với vai trò của Việt Nam trong khu vực châu Á và là bước tiếp nối cho việc tăng cường đối thoại chiến lược giữa hai quốc gia tại các diễn đàn khu vực và quốc tế.

## Các chuyến thăm cấp cao
Quan hệ song phương được thúc đẩy thông qua các chuyến thăm cấp cao thường xuyên giữa hai nước.
Từ phía Mexico:

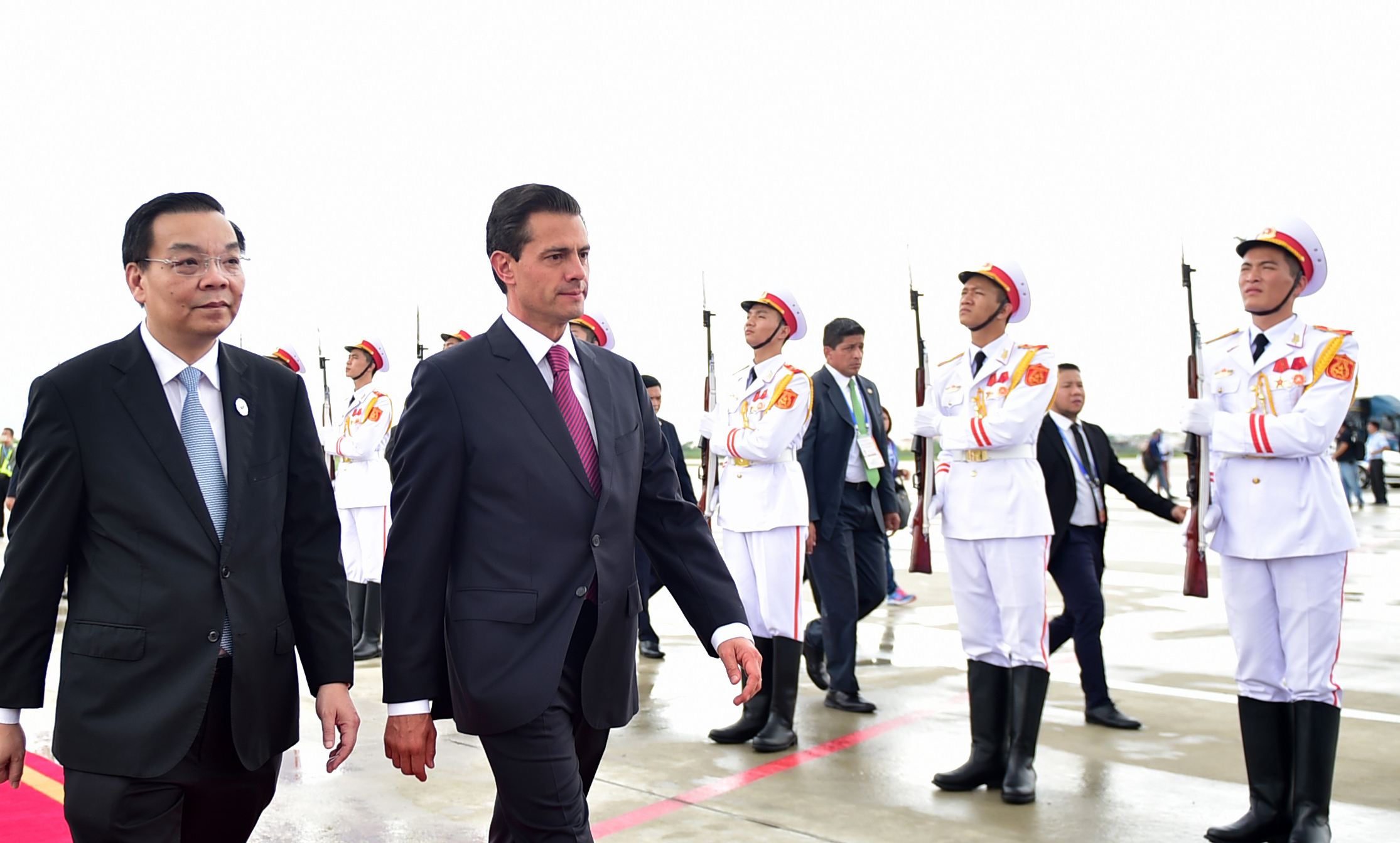
Mexican President Enrique Peña Nieto arriving to Vietnam; November 2017.

- Thứ trưởng Bộ Ngoại giao Carlos de Icaza (2016)
- Tổng thống Enrique Peña Nieto (2017)
- Thứ trưởng Bộ Ngoại giao Carmen Moreno Toscano (2023)

Từ phía Việt Nam:
- Thứ trưởng Bộ Ngoại giao Nguyễn Cơ Thạch (1975)
- Thủ tướng Phạm Văn Đồng (1979)
- Phó thủ tướng Chính phủ Nguyễn Tấn Dũng (2001)
- Thủ tướng Phan Văn Khải (2002)
- Bộ trưởng Bộ Ngoại giao Nguyễn Dy Niên (2002)
- Thứ trưởng Bộ Ngoại giao Lê Văn Bàng (2004)
- Thứ trưởng Bộ Ngoại giao Bùi Thanh Sơn (2019)

## Các hiệp định song phương
Hai quốc gia đã ký kết nhiều hiệp định hợp tác, bao gồm:
- Hiệp định Hợp tác Văn hóa – Giáo dục (2002)
- Hiệp định miễn thị thực cho người mang hộ chiếu ngoại giao và công vụ (2002)
- Bản Ghi nhớ về Cơ chế Tham vấn Chính trị (2002)
- Hiệp định Hợp tác Kỹ thuật – Khoa học (2011)
- Hiệp định Hợp tác Nông – Lâm nghiệp (2011)
- Hiệp định Hợp tác Kinh tế – Thương mại – Đầu tư (2016)

## Quan hệ kinh tế – thương mại
Cả hai nước đều là thành viên của Hiệp định Đối tác Toàn diện và Tiến bộ xuyên Thái Bình Dương (CPTPP) từ năm 2018. Năm 2023, kim ngạch thương mại hai chiều giữa Việt Nam và Mexico đạt khoảng 12 tỷ USD, phản ánh sự tăng trưởng mạnh mẽ trong hợp tác kinh tế.
Mexico là đối tác thương mại lớn thứ hai của Việt Nam tại Mỹ Latinh, trong khi Việt Nam là đối tác lớn thứ tám của Mexico ở châu Á.
- Mexico xuất khẩu sang Việt Nam các mặt hàng như: máy móc, thiết bị xử lý dữ liệu, điện thoại và linh kiện, đồng tinh luyện, da thuộc, ô tô, sản phẩm hóa chất, cá, thịt và rau củ.
- Việt Nam xuất khẩu sang Mexico: mạch tích hợp điện tử, linh kiện điện thoại – điện tử, phụ tùng ô tô, đồ điện gia dụng, sắt thép, quần áo – giày dép, cà phê, cá, trái cây và trang sức mỹ nghệ.[9]

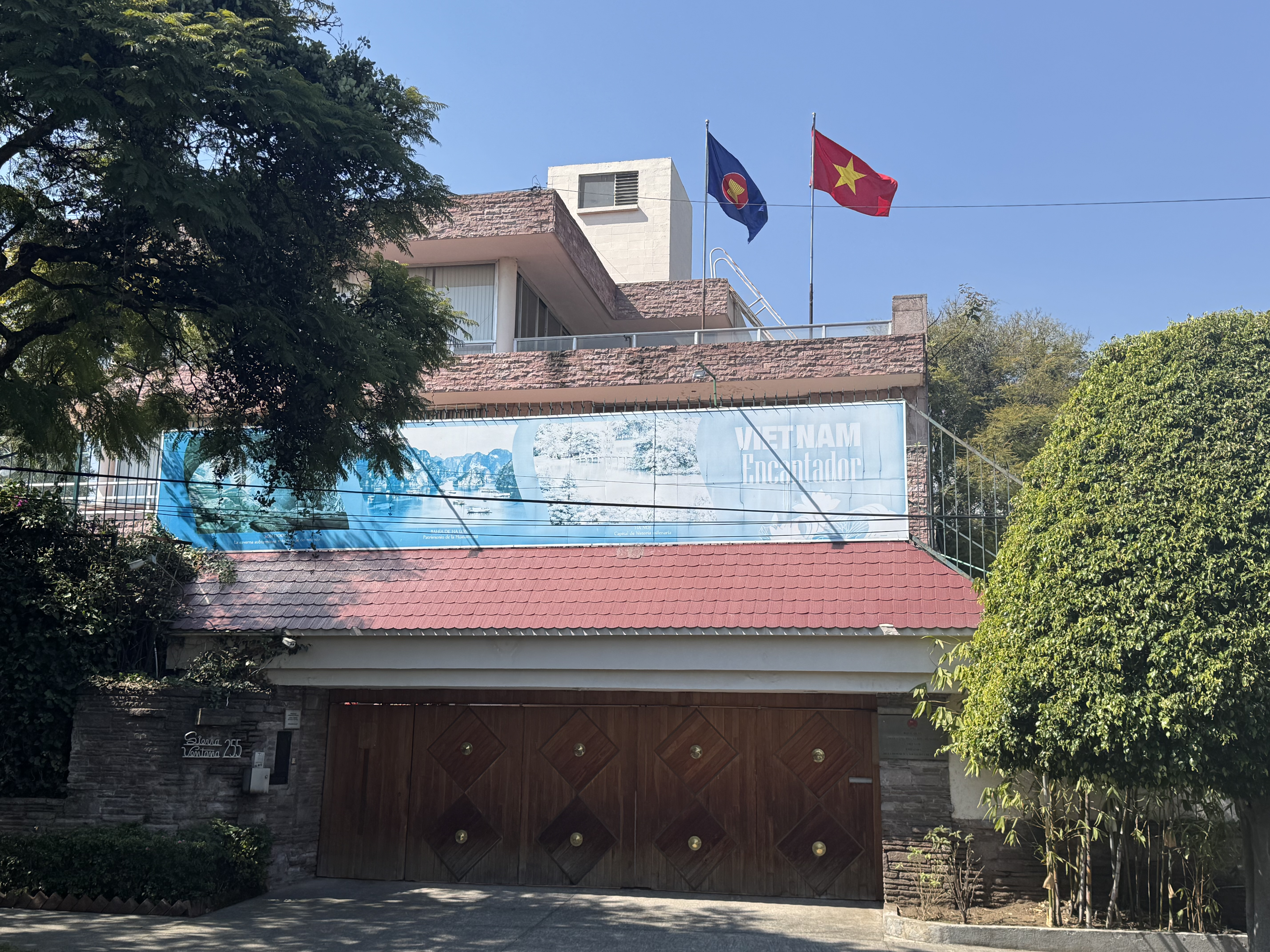
Đại sứ quán Việt Nam tại thành phố Mexico

## Đại diện ngoại giao
- Mexico có Đại sứ quán tại Hà Nội.[11]

- Việt Nam có Đại sứ quán tại Thành phố Mexico[12]